# Presión de disociación
En química de superficies, la presión de disociación (símbolo Πd) según la definición de la IUPAC surge de una interacción atractiva entre dos superficies. Para dos superficies planas y paralelas, el valor de la presión de disociación, es decir, la fuerza por unidad de área) puede calcularse como la derivada de la energía de Gibbs de interacción por unidad de área con respecto a la distancia en la dirección normal a la de las superficies que interactúan. También existe un concepto relacionado, la fuerza de disociación, que puede considerarse como la presión de disociación multiplicada por el área de las superficies que interactúan.
El concepto de presión de disyunción fue introducido por Derjaguin (1936) como la diferencia entre la presión en una región de una fase adyacente a una superficie que la confina y la presión en el volumen de esta fase.

## Descripción
La presión de disociación se puede expresar como:
{\displaystyle \Pi _{d}=-{1 \over A}\left({\frac {\partial G}{\partial x}}\right)_{T,V,A}}
donde (en unidades SI):
- Πd - presión de separación (N/m2)
- A - área de las superficies en interacción (m2)
- G - energía de Gibbs total de la interacción de las dos superficies (J)
- x - distancia (m)
- los índices T, V y A significan que la temperatura, el volumen y el área de la superficie permanecen constantes en la derivada.

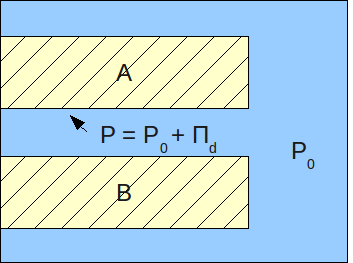
Dependencia de la presión en la película en la superficie A y la presión en el volumen

Utilizando el concepto de presión de disociación, la presión en una película puede verse como:
{\displaystyle P=P_{0}+\Pi _{d}}
donde:
- P - presión en una película (Pa)
- P0 - presión en el volumen de la misma fase que la película (Pa)

La presión de disociación se interpreta como la suma de varias interacciones: fuerzas de dispersión, fuerzas electrostáticas entre superficies cargadas, interacciones debidas a capas de moléculas neutras adsorbidas en las dos superficies y los efectos estructurales del disolvente.
La teoría clásica predice que la presión de disociación de una película delgada de líquido sobre una superficie plana es la siguiente,
{\displaystyle \Pi _{d}=-{\frac {A_{H}}{6\pi \delta _{0}^{3}}}}
donde:
- AH - constante de Hamaker (J)
- δ0 - espesor de la película líquida (m)

En un sistema sólido-líquido-vapor en el que la superficie sólida está estructurada, la presión de separación se ve afectada por el perfil de la superficie sólida, ζS, y la forma del menisco, ζL 
{\displaystyle {\Pi _{d}(x,{\zeta _{\text{L}}(x)})}=\int d^{2}\rho {\int _{\zeta _{\text{L}}(x)-\zeta _{\text{S}}(x+\rho )}^{+\infty }}dz\omega (\rho ,z)}
donde:
- ω(ρ,z) -potencial sólido-líquido (J/m6)

La forma del menisco puede obtenerse mediante la minimización de la energía libre total del sistema, como se muestra a continuación 
{\displaystyle {\delta W_{\text{total}}}={{\partial W_{\text{total}}} \over {\partial {\zeta _{\text{L}}}}}\delta \zeta _{\text{L}}+{{\partial W_{\text{total}}} \over {\partial \zeta _{\text{L}}^{'}}}\delta \zeta _{\text{L}}^{'}=0}
donde:
- Wtotal - energía libre total del sistema, incluida la energía superficial en exceso y la energía libre debida a las interacciones sólido-líquido (J/m2)
- ζL - forma del menisco (m)
- ζ'L - pendiente de la forma del menisco (1)

En la teoría de las gotas y películas líquidas, se puede demostrar que la presión de separación está relacionada con el ángulo de contacto de equilibrio líquido-sólido θe a través de la relación
{\displaystyle \cos \theta _{e}=1+{\frac {1}{\gamma }}\int _{h_{0}}^{\infty }\Pi _{D}(h)dh,}
donde γ es la tensión superficial líquido-vapor y h0 es el espesor de la película precursora.